# Еліза Бальзамо (тенісистка)
Еліза Бальзамо (італ. Elisa Balsamo; нар. 12 серпня 1983) — колишня італійська тенісистка.
Найвищу одиночну позицію світового рейтингу — 329 місце досягла 1 грудня 2008, парну — 307 місце — 16 червня 2008 року.
Здобула 5 одиночних та 6 парних титулів туру ITF.

## Фінали ITF
| Турніри $50,000 |
| Турніри $25,000 |
| Турніри $10,000 |

### Одиночний розряд: 7 (5–2)
| Результат | Ранг | Дата           | Турнір                          | Покриття | Суперниця          | Рахунок       |
| --------- | ---- | -------------- | ------------------------------- | -------- | ------------------ | ------------- |
| Поразка   | 1.   | 6 квітня 2003  | ITF Наполі, Італія              | Ґрунт    | Маріель Гоґланд    | 2–6, 5–7      |
| Перемога  | 2.   | 18 лютого 2007 | ITF Майорка, Іспанія            | Ґрунт    | Мішелль Герардс    | 6–1, 1–6, 6–4 |
| Перемога  | 3.   | 4 червня 2007  | ITF Амаранте, Португалія        | Тверде   | Мелані Глорія      | 6–3, 7–5      |
| Поразка   | 4.   | 17 червня 2007 | ITF Монтемор-у-Нову, Португалія | Тверде   | Тара Ієр           | 4–6, 6–7(5)   |
| Перемога  | 5.   | 3 березня 2008 | ITF Сабадель, Іспанія           | Ґрунт    | Естафанія Грасіун  | 6–3, 7–5      |
| Перемога  | 6.   | 17 жовтня 2009 | ITF Settimo San Pietro, Італія  | Ґрунт    | Стефанія К'єппа    | 6–4, 6–1      |
| Перемога  | 7.   | 7 березня 2010 | ITF Мадрид, Іспанія             | Ґрунт    | Александра Каданцу | 6–1, 6–4      |

### Парний розряд: 14 (6–8)
| Результат | Ранг | Дата            | Турнір                          | Покриття | Партнерка                  | Суперниці                                    | Рахунок            |
| --------- | ---- | --------------- | ------------------------------- | -------- | -------------------------- | -------------------------------------------- | ------------------ |
| Поразка   | 1.   | 29 вересня 2002 | ITF Лечче, Італія               | Ґрунт    | Роса Марія Андрес Родрігес | Андрея Ехрітт-Ванк Едіна Галловіц-Халл       | 7–6(5), 3–6, 3–6   |
| Поразка   | 2.   | 13 квітня 2003  | ITF Торре-дель-Греко, Італія    | Ґрунт    | Debora Carmassi            | Штефані Гайднер Джулія Меруцці               | 4–6, 3–6           |
| Поразка   | 3.   | 28 березня 2004 | ITF Рим, Італія                 | Ґрунт    | Джулія Меруцці             | Аліче Канепа Емілі Стеллато                  | 6–7(0), 3–6        |
| Поразка   | 4.   | 11 вересня 2005 | ITF Местре, Італія              | Ґрунт    | Емілі Стеллато             | Ріта Куті-Кіш Кіра Надь                      | 5–7, 4–6           |
| Перемога  | 5.   | 4 червня 2007   | ITF Амаранте, Португалія        | Тверде   | Валентіна Сульпіціо        | Carolina Gago-Fuentes Sabina Mediano-Álvarez | 4–6, 6–4, 6–4      |
| Перемога  | 6.   | 17 червня 2007  | ITF Montemor-o-Novo, Португалія | Тверде   | Валентіна Сульпіціо        | Ноппаван Летчівакарн Varanya Vijuksanaboon   | 6–1, 6–0           |
| Поразка   | 7.   | 1 березня 2008  | ITF Сан-Бой, Іспанія            | Ґрунт    | Валентіна Сульпіціо        | Майлен Ору Естефанія Красіун                 | 1–6, 3–6           |
| Поразка   | 8.   | 3 березня 2008  | ITF Сабадель, Іспанія           | Ґрунт    | Валентіна Сульпіціо        | Джулія Гатто-Монтіконе Федеріка Кверча       | 2–6, 0–6           |
| Перемога  | 9.   | 30 березня 2008 | ITF Латина, Італія              | Ґрунт    | Валентіна Сульпіціо        | Сандра Мартинович Катрін Верле-Шеллер        | 0–6, 7–6(6) [10–7] |
| Перемога  | 10.  | 12 квітня 2008  | ITF Анталія, Туреччина          | Ґрунт    | Валентіна Сульпіціо        | Мішелль Герардс Марселла Кук                 | 6–2, 6–2           |
| Поразка   | 11.  | 19 квітня 2008  | ITF Анталія, Туреччина          | Ґрунт    | Валентіна Сульпіціо        | Мішелль Герардс Марселла Кук                 | 3–6, 4–6           |
| Поразка   | 12.  | 17 липня 2009   | ITF Рим, Італія                 | Ґрунт    | Стефанія К'єппа            | Марія Ірігоєн Теодора Мирчич                 | 5–7, 2–6           |
| Перемога  | 13.  | 7 березня 2010  | ITF Мадрид, Іспанія             | Ґрунт    | Валентіна Сульпіціо        | Марина Шамайко Неда Козич                    | 6–3, 7–6(3)        |
| Перемога  | 14.  | 5 липня 2010    | ITF Турин, Італія               | Ґрунт    | Валентіна Сульпіціо        | Аліче Балдуччі Мартіна Качіотті              | 7–5, 6–3           |